# Jalen
Jalen  è un nome proprio di persona inglese maschile.

## Varianti
- Maschili: Jaylen[1][2], Jaelen[2], Jaylin[1], Jaylon[1]

## Origine e diffusione
È un nome recente, attestato dal XX secolo e diffuso principalmente nella comunità afroamericana; è un inventato, in parte nato come elaborazione di Jay (al pari di Jaden).
Negli Stati Uniti venne reso celebre dal giocatore di basket Jalen Rose; nel suo caso, i suoi genitori lo coniarono unendo i nomi James e Leonard, portati rispettivamente da suo padre e da un suo zio materno.

## Onomastico
Di per sé il nome è adespota, ovvero non è portato da alcun santo. L'onomastico può essere festeggiato o in occasione di Ognissanti, il 1º novembre, o lo stesso giorno di Giacomo e Leonardo.

## Persone

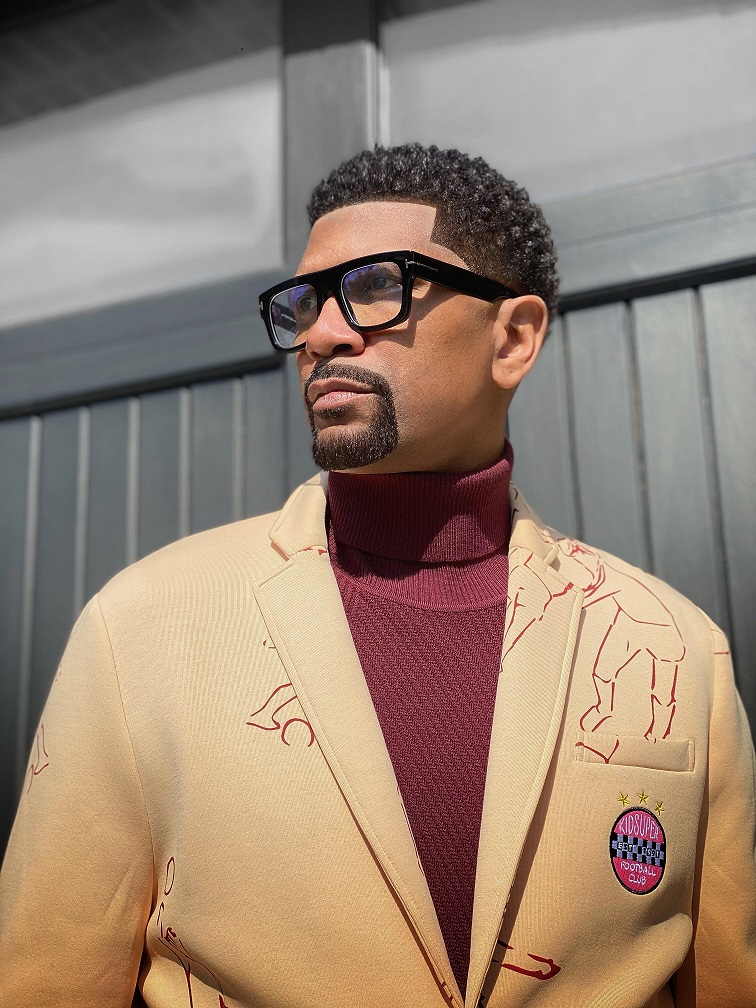
Jalen Rose

- Jalen Brunson, cestista statunitense
- Jalen Collins, giocatore di football americano statunitense
- Jalen Hurts, giocatore di football americano statunitense
- Jalen Ramsey, giocatore di football americano statunitense
- Jalen Rose, cestista statunitense
- Jalen Saunders, giocatore di football americano statunitense
- Jalen Suggs, cestista statunitense
- Jalen Virgil, giocatore di football americano statunitense

### Varianti
- Jaylen Brown, cestista statunitense
- Jaylon Johnson, giocatore di football americano statunitense
- Jaylin Simpson, giocatore di football americano statunitense
- Jaylon Smith, giocatore di football americano statunitense
- Jaylen Waddle, giocatore di football americano statunitense